# Khabl
|  | Per a altres significats, vegeu «Khabl (khútor)». |

El Khabl -Хабль (rus) - és un riu del krai de Krasnodar, al sud de Rússia, és un afluent del riu Kuban. Té una llargada de 35 km. Neix a la muntanya Ubinsu, al sud d'Abinsk, a 8 km al nord-oest de Novossadovi. Va en direcció nord - nord-est, i travessa Novi, Sinegorsk, Kholmskaia i Pervomaiski.